# Parafia Wniebowzięcia Najświętszej Maryi Panny w Kerczu
Parafia Wniebowzięcia Najświętszej Maryi Panny w Kerczu – rzymskokatolicka parafia znajdująca się w diecezji odesko-symferopolskiej w dekanacie krymskim. Opiekę nad parafią sprawują księża diecezjalni. Msze święte sprawowane są również w języku polskim

## Historia
Pierwszy murowany kościół katolicki w Kerczu zbudowany został w latach 1831-1840. Społeczność katolicką w mieście stanowili wtedy głównie włoscy żeglarze, ich rodziny oraz potomkowie włoskich kolonizatorów z XIV-XV w. W 1883 wzniesiono nowy kościół murowany, prawdopodobnie na miejscu poprzedniego. Został on znacjonalizowany po rewolucji październikowej służąc początkowo jako kinoteatr, a następnie jako sala gimnastyczna. Zrujnowany budynek został zwrócony wiernym w 1992.